# アラン・オッペンハイマー
アラン・オッペンハイマー（Alan Oppenheimer, 1930年4月23日 - ）は、アメリカ合衆国の俳優、シンガー、ソングライター、声優。

## 主な出演作品

### 映画
- 夜の大捜査線（1967年）
- ウエストワールド（1973年） - 主任管理者
- おかしなおかしな大泥棒（1973年） - 保険会社員
- ヒンデンブルグ（1975年） - アルバート・ブレスロー
- フリーキー・フライデー（1976年）
- プライベート・ベンジャミン（1980年）
- ネバーエンディング・ストーリー（1984年） - ファルコン/グモルク/ロックバイター
- ラブ・フィールド（1992年）
- 9 〜9番目の奇妙な人形〜（2009年） - 科学者
- トイ・ストーリー4（2019年） - オールド・タイマー

### テレビドラマ
- 特捜警部アイシャイド（1979年） - フィナティ警部
- スタートレック:ディープ・スペース・ナイン(1994年) - キーオウ艦長